# Kosovare Asllani
Kosovare Asllani (Kristianstad, 29 luglio 1989) è una calciatrice svedese, attaccante del London City Lionesses e della nazionale svedese.

## Biografia
Kosovare Asllani è nata il 29 luglio 1989 a Kristianstad, nella contea della Scania (Svezia meridionale), figlia di genitori albanesi di etnia albanese. Appassionata di sport fin dalla gioventù, inizia a giocare a hockey su ghiaccio e a calcio, mettendosi tuttavia in evidenza in quest'ultima disciplina. Ha un tatuaggio, raffigurante l'aquila bicefala albanese, sulla sua caviglia.
Soprannominata Kosse per le sue qualità di gioco e la famiglia di origine kosovara albanese, è accostata al connazionale Zlatan Ibrahimović. Asllani è inoltre nota al pubblico televisivo per essere stata protagonista del documentario sul mondo del calcio femminile svedese in tre puntate Den andra sporten (L'altro sport), trasmesso nel 2013 da Sverige Television.

## Carriera

### Club
Asllani inizia la sua carriera sportiva nel 2004, a 15 anni, giocando nelle formazioni giovanili di calcio femminile del Vimmerby Idrottsförening, società polisportiva di Vimmerby, nella Contea di Kalmar. Durante la sua parentesi al Vimmerby riesce a mettersi in evidenza siglando 49 reti in 48 incontri attirando su di sé le attenzioni del settore nazionale; in un'intervista del marzo 2009 il suo ex allenatore Cecilia Wilhelmsson ne elogiò la preparazione e la tecnica di gioco. Dopo aver ricevuto offerte da numerose squadre per giocare con i propri colori, nel 2007 Asllani trovò un accordo con il Linköping per giocare in Damallsvenskan, massimo livello del campionato svedese femminile di calcio, dove affinò velocemente le proprie qualità di gioco.
Durante la sua prima stagione nel Linköping, la 2007, Asllani venne inserita in rosa inizialmente come riserva per meglio integrarsi con il livello qualitativo del campionato, trovando in seguito sempre più spazio. Già dalla sua seconda stagione riuscì ad ottenere la fiducia della società e dell'allenatore conquistandosi un posto da titolare ed ottenendo la Svenska Cupen al termine del campionato, mentre alla sua terza stagione (2009) contribuisce a far conquistare alla società il suo primo titolo nazionale di Campione di Svezia, nonché la seconda Coppa e la Supercoppa.
A stagione conclusa, il 4 ottobre 2009 gli statunitensi del Chicago Red Stars annunciano di aver sottoscritto un contratto per inserirla nella formazione che gioca in Women's Professional Soccer. IN WPS Asllani rimane una sola stagione, conquistandosi l'affetto dei suoi sostenitori e ottenendo alla settima giornata di campionato il WPS Player of the Week award dopo la sconfitta patita dal Chicago Red Stars con il Gold Pride. alla fine del campionato lascia il Red Stars per far ritorno in Svezia e nella precedente squadra, il Linköping.
Il ritorno di Asllani contribuisce ad aumentare la competitività della squadra, specialmente durante l'edizione 2010-2011 della UEFA Women's Champions League, dove va a segno agli ottavi contro lo Sparta Praga e ai quarti con l'Arsenal. Tuttavia la stagione viene compromessa da un infortunio alla coscia che la allontana per mesi dai campi di gioco, maturando la decisione di lasciare il Linköping al termine del campionato.

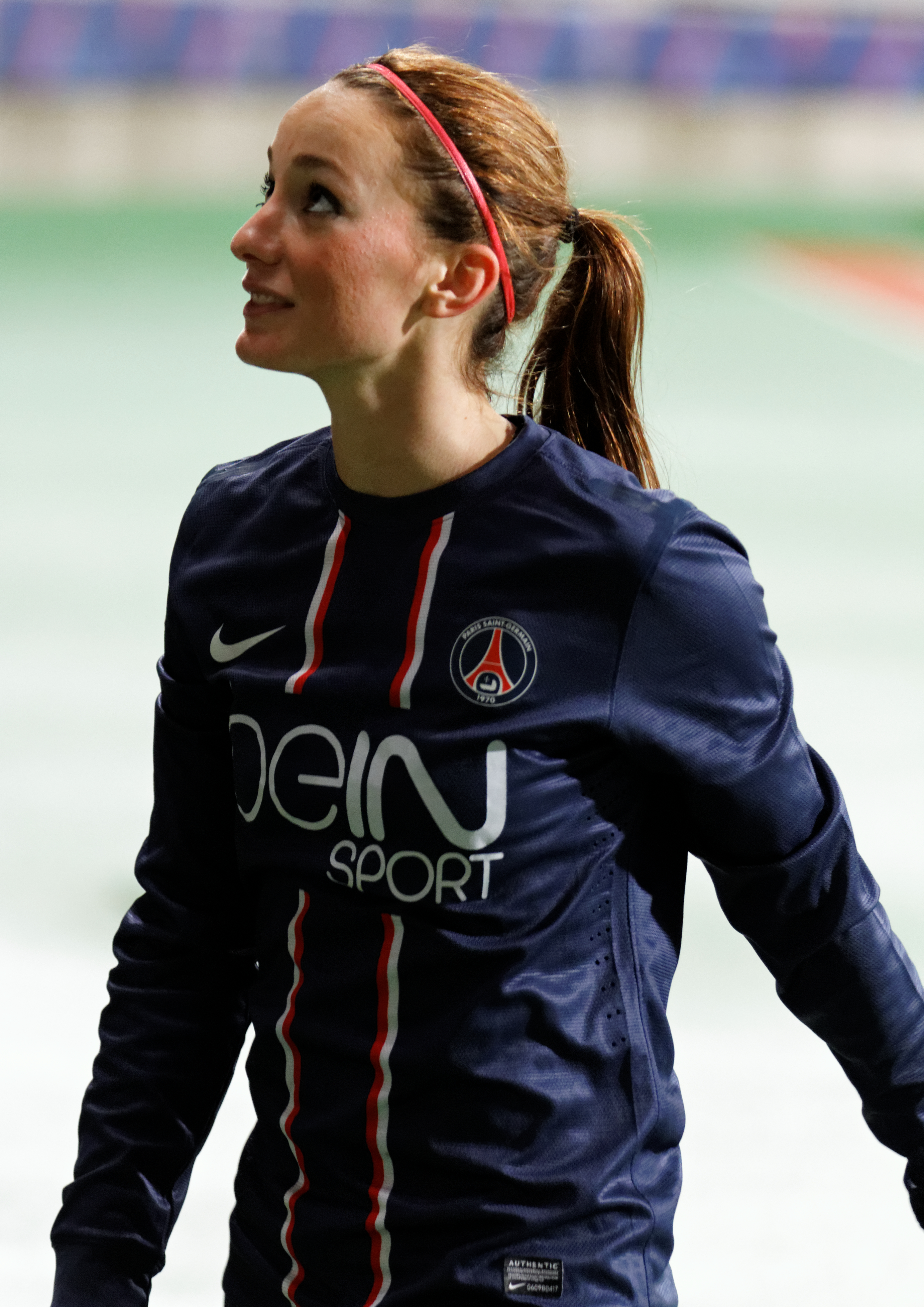
Asllani al nel 2012.

Nel dicembre 2011 decide di tornare alla sua città natale, Kristianstad, sottoscrivendo un accordo per giocare nel Kristianstads Damfotbollsförening, formazione che nella precedente stagione della Damallsvenskan aveva terminato al settimo posto. A un mese dalla scadenza del contratto con il Kristianstad fu oggetto di numerose proposte per il suo trasferimento, tra le quali quella dei francesi del Paris Saint-Germain, scelta che risulterà quella preferita da Asllani la quale si reca a Parigi per le visite mediche, firmando un contratto di due anni nel settembre 2012 e decidendo così di tornare a giocare in un campionato estero. Al PSG l'atleta viene presentata ai media dal direttore sportivo Leonardo e dal giocatore Zlatan Ibrahimović, che dichiara: "Se vuoi vincere tu hai bisogno di un attaccante svedese".
Il 22 gennaio 2016 ha lasciato il PSG per trasferirsi al Manchester City, con cui ha firmato un contratto biennale. Nell'agosto 2017 è tornata in patria tra le file del Linköping, firmando un contratto per due anni e mezzo.
Nell'estate 2019 si appresta a disputare il suo quinto campionato estero, scegliendo di trasferirsi alle spagnole del Tacón in previsione della sua trasformazione annunciata, dopo una stagione, nel Real Madrid.
Il 30 giugno 2022 il Milan annuncia di aver raggiunto un accordo con l'attaccante svedese per vestire la maglia del club rossonero per la stagione entrante.
La sua prima rete in maglia rossonera arriva il 28 agosto, in occasione della 1ª giornata di campionato, dove realizza il gol della bandiera nella sconfitta casalinga per 1-3 da parte della Fiorentina.
Il 27 giugno 2024, viene annunciato l'ingaggio a parametro zero di Asllani da parte delle London City Lionesses, squadra della Women's Championship inglese, con cui firma un contratto biennale, valido a partire dal 1º luglio 2024.

### Nazionale

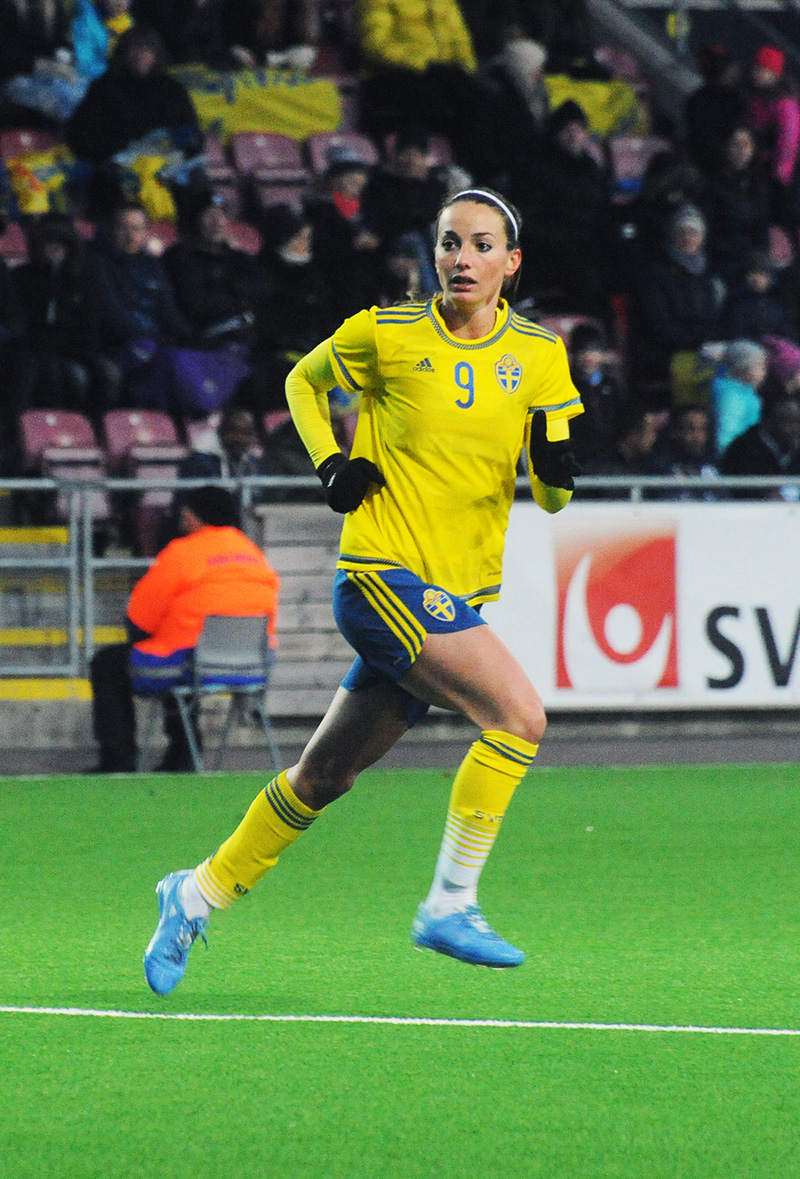
Asllani indossa la maglia della nazionale svedese durante una partita amichevole persa per 1-3 contro la Svizzera il 5 aprile 2015.

Debutta in nazionale il 27 settembre 2008 contro la Romania, iniziando a giocare con continuità e accettando la convocazione all'Europeo 2009, torneo durante il quale firma una rete contro l'Italia (0-2). Contribuisce notevolmente a far qualificare la Svezia anche per il Mondiale 2011, tuttavia è esclusa a sorpresa dai convocati alla rassegna da Thomas Dennerby, perché arrivava da un infortunio. Il CT Dennerby ha ripreso a convocare Asllani per le competizioni internazionali successive, a partire dai giochi olimpici di Londra. Partecipa anche all'Europeo 2013 e Europeo 2017,al Mondiale 2015 e Mondiale 2019 e ai giochi olimpici di Rio,dove la Svezia ottiene la medaglia d'argento perdendo la finale contro la Germania  per 2-1. Nel 2019 la Svezia finisce il Mondiale al terzo posto.
Partecipa all'Europeo 2022 con l'eliminazione in semifinale della Svezia da parte dell'Inghilterra, poi vincitrice del torneo.
Riceve la convocazione per il Mondiale 2023, dove disputa sei gare da titolare; la sua unica rete nella manifestazione è quella del definitivo 2-0 della sua Svezia contro l'Australia nella finale per il terzo e quarto posto, che le scandinave disputano dopo esser state eliminate in semifinale dalla Spagna.

## Statistiche

### Presenze e reti nei club
Statistiche aggiornate al 3 giugno 2025.
| Stagione                   | Squadra                    | Campionato                 | Campionato | Campionato | Coppe nazionali | Coppe nazionali | Coppe nazionali | Coppe internazionali | Coppe internazionali | Coppe internazionali | Altre coppe | Altre coppe | Altre coppe | Totale | Totale |
| Stagione                   | Squadra                    | Comp                       | Pres       | Reti       | Comp            | Pres            | Reti            | Comp                 | Pres                 | Reti                 | Comp        | Pres        | Reti        | Pres   | Reti   |
| -------------------------- | -------------------------- | -------------------------- | ---------- | ---------- | --------------- | --------------- | --------------- | -------------------- | -------------------- | -------------------- | ----------- | ----------- | ----------- | ------ | ------ |
| 2007                       | Linköping                  | DA                         | 1          | 1          | CS              | 2               | 2               | -                    | -                    | -                    | -           | -           | -           | 3      | 3      |
| 2008                       | Linköping                  | DA                         | 21         | 9          | CS              | 0               | 0               | -                    | -                    | -                    | -           | -           | -           | 21     | 9      |
| 2009                       | Linköping                  | DA                         | 22         | 12         | CS              | 3               | 5               | UWCL                 | 3                    | 1                    | SS          | 1           | 0           | 29     | 18     |
| gen.-ago. 2010             | Chicago Stars              | WPS                        | 13         | 2          | -               | -               | -               | -                    | -                    | -                    | -           | -           | -           | 13     | 2      |
| ago.-dic. 2010             | Linköping                  | DA                         | 7          | 3          | CS              | 0               | 0               | UWCL                 | 4                    | 2                    | SS          | -           | -           | 11     | 5      |
| 2011                       | Linköping                  | DA                         | 19         | 4          | CS              | 4               | 2               | -                    | -                    | -                    | -           | -           | -           | 23     | 6      |
| gen.-set. 2012             | Kristianstads DFF          | DA                         | 15         | 7          | CS              | 3               | 2               | -                    | -                    | -                    | -           | -           | -           | 18     | 9      |
| set. 2012-2013             | Paris Saint-Germain        | D1                         | 19         | 17         | CF              | 4               | 5               | -                    | -                    | -                    | -           | -           | -           | 23     | 22     |
| 2013-2014                  | Paris Saint-Germain        | D1                         | 17         | 7          | CF              | 1               | 0               | UWCL                 | 2                    | 0                    | -           | -           | -           | 20     | 7      |
| 2014-2015                  | Paris Saint-Germain        | D1                         | 17         | 13         | CF              | 3               | 0               | UWCL                 | 9                    | 1                    | -           | -           | -           | 29     | 14     |
| ago.-dic. 2015             | Paris Saint-Germain        | D1                         | 6          | 2          | CF              | 0               | 0               | UWCL                 | 0                    | 0                    | -           | -           | -           | 6      | 2      |
| Totale Paris Saint-Germain | Totale Paris Saint-Germain | Totale Paris Saint-Germain | 59         | 39         |                 | 8               | 5               |                      | 11                   | 1                    |             | -           | -           | 78     | 45     |
| 2016                       | Manchester City            | WSL1                       | 11         | 1          | FACup+CdL       | 0+2             | 0               | -                    | -                    | -                    | -           | -           | -           | 13     | 1      |
| gen.-giu. 2017             | Manchester City            | WSL1                       | 4          | 1          | FACup+CdL       | 0               | 0               | UWCL                 | 8                    | 1                    | -           | -           | -           | 12     | 2      |
| Totale Manchester City     | Totale Manchester City     | Totale Manchester City     | 15         | 2          |                 | 2               | 0               |                      | 8                    | 1                    |             | -           | -           | 25     | 3      |
| lug.-dic. 2017             | Linköping                  | DA                         | 9          | 0          | CS              | 1               | 0               | -                    | -                    | -                    | -           | -           | -           | 10     | 0      |
| 2018                       | Linköping                  | DA                         | 18         | 8          | CS              | 5               | 2               | UWCL                 | 6                    | 0                    | -           | -           | -           | 29     | 10     |
| gen.-lug. 2019             | Linköping                  | DA                         | 6          | 1          | CS              | 3               | 4               | UWCL                 | 4                    | 0                    | -           | -           | -           | 13     | 5      |
| Totale Linköping           | Totale Linköping           | Totale Linköping           | 103        | 38         |                 | 18              | 15              |                      | 17                   | 3                    |             | 1           | 0           | 139    | 56     |
| 2019-2020                  | Tacón                      | PD                         | 17         | 5          | CS              | 1               | 0               |                      | -                    | -                    |             | -           | -           | 18     | 5      |
| 2020-2021                  | Real Madrid                | PD                         | 29         | 16         | CS              | 1               | 1               |                      | -                    | -                    |             | -           | -           | 30     | 17     |
| 2021-2022                  | Real Madrid                | PD                         | 17         | 3          | CS              | 1               | 1               | UWCL                 | 3                    | 2                    | SS          | 0           | 0           | 21     | 6      |
| Totale Tacón/Real Madrid   | Totale Tacón/Real Madrid   | Totale Tacón/Real Madrid   | 63         | 24         |                 | 3               | 2               |                      | 3                    | 2                    |             | 0           | 0           | 69     | 28     |
| 2022-2023                  | Milan                      | A                          | 17         | 9          | CI              | 1               | 1               |                      | -                    | -                    |             | -           | -           | 18     | 10     |
| 2023-2024                  | Milan                      | A                          | 17         | 6          | CI              | 3               | 0               |                      | -                    | -                    |             | -           | -           | 20     | 6      |
| Totale Milan               | Totale Milan               | Totale Milan               | 34         | 15         |                 | 4               | 1               |                      | -                    | -                    |             | -           | -           | 38     | 16     |
| 2024-2025                  | London City Lionesses      | WC                         | 16         | 5          | CI              | 1               | -               | -                    | -                    | -                    | CL          | 2           | 1           | 19     | 5      |
| Totale carriera            | Totale carriera            | Totale carriera            | 317        | 131        |                 | 39              | 25              |                      | 39                   | 7                    |             | 3           | 1           | 398    | 164    |

### Cronologia presenze e reti in nazionale
| Cronologia completa delle presenze e delle reti in nazionale ― Svezia | Cronologia completa delle presenze e delle reti in nazionale ― Svezia | Cronologia completa delle presenze e delle reti in nazionale ― Svezia | Cronologia completa delle presenze e delle reti in nazionale ― Svezia | Cronologia completa delle presenze e delle reti in nazionale ― Svezia | Cronologia completa delle presenze e delle reti in nazionale ― Svezia | Cronologia completa delle presenze e delle reti in nazionale ― Svezia | Cronologia completa delle presenze e delle reti in nazionale ― Svezia |
| Data                                                                  | Città                                                                 | In casa                                                               | Risultato                                                             | Ospiti                                                                | Competizione                                                          | Reti                                                                  | Note                                                                  |
| --------------------------------------------------------------------- | --------------------------------------------------------------------- | --------------------------------------------------------------------- | --------------------------------------------------------------------- | --------------------------------------------------------------------- | --------------------------------------------------------------------- | --------------------------------------------------------------------- | --------------------------------------------------------------------- |
| 27-9-2008                                                             | Västerås                                                              | Svezia                                                                | 2 – 0                                                                 | Romania                                                               | Qual. Euro 2009                                                       | -                                                                     | 71’                                                                   |
| 1-10-2008                                                             | Trelleborg                                                            | Svezia                                                                | 1 – 0                                                                 | Irlanda                                                               | Qual. Euro 2009                                                       | 1                                                                     | 67’                                                                   |
| 31-1-2009                                                             | Oslo                                                                  | Norvegia                                                              | 1 – 5                                                                 | Svezia                                                                | Amichevole                                                            | -                                                                     | 64’                                                                   |
| 4-3-2009                                                              | Lagos                                                                 | Cina                                                                  | 0 – 0                                                                 | Svezia                                                                | Algarve Cup 2009 - 1º turno                                           | -                                                                     | 62’                                                                   |
| 6-3-2009                                                              | Lagos                                                                 | Svezia                                                                | 1 – 0                                                                 | Finlandia                                                             | Algarve Cup 2009 - 1º turno                                           | -                                                                     | 55’                                                                   |
| 9-3-2009                                                              | Faro                                                                  | Svezia                                                                | 3 – 2                                                                 | Germania                                                              | Algarve Cup 2009 - 1º turno                                           | -                                                                     | 70’                                                                   |
| 11-3-2009                                                             | Faro                                                                  | Stati Uniti                                                           | 1 – 1 (5 - 4 dtr)                                                     | Svezia                                                                | Algarve Cup 2009 - Finale                                             | -                                                                     | 51’                                                                   |
| 25-4-2009                                                             | Göteborg                                                              | Svezia                                                                | 3 – 1                                                                 | Brasile                                                               | Amichevole                                                            | -                                                                     | 46’                                                                   |
| 19-7-2009                                                             | Stoccolma                                                             | Svezia                                                                | 2 – 0                                                                 | Cina                                                                  | Amichevole                                                            | -                                                                     | 72’                                                                   |
| 22-7-2009                                                             | Tampere                                                               | Finlandia                                                             | 1 – 3                                                                 | Svezia                                                                | Amichevole                                                            | -                                                                     | 73’                                                                   |
| 19-8-2009                                                             | Norrköping                                                            | Svezia                                                                | 0 – 1                                                                 | Norvegia                                                              | Amichevole                                                            | -                                                                     | 74’                                                                   |
| 25-8-2009                                                             | Turku                                                                 | Svezia                                                                | 3 – 0                                                                 | Russia                                                                | Euro 2009 - 1º turno                                                  | -                                                                     | 76’                                                                   |
| 28-8-2009                                                             | Lahti                                                                 | Italia                                                                | 0 – 2                                                                 | Svezia                                                                | Euro 2009 - 1º turno                                                  | 1                                                                     | 80’                                                                   |
| 31-8-2009                                                             | Turku                                                                 | Inghilterra                                                           | 1 – 1                                                                 | Svezia                                                                | Euro 2009 - 1º turno                                                  | -                                                                     | 49’ 67’                                                               |
| 4-9-2009                                                              | Helsinki                                                              | Svezia                                                                | 1 – 3                                                                 | Norvegia                                                              | Euro 2009 - Quarti di finale                                          | -                                                                     | 46’                                                                   |
| 23-9-2009                                                             | Göteborg                                                              | Svezia                                                                | 2 – 1                                                                 | Belgio                                                                | Qual. Mondiali 2011                                                   | 1                                                                     | 82’                                                                   |
| 24-2-2010                                                             | Vila Real de Santo António                                            | Norvegia                                                              | 2 – 2                                                                 | Svezia                                                                | Algarve Cup 2010 - 1º turno                                           | -                                                                     | 65’                                                                   |
| 26-2-2010                                                             | Vila Real de Santo António                                            | Svezia                                                                | 5 – 1                                                                 | Islanda                                                               | Algarve Cup 2010 - 1º turno                                           | 1                                                                     |                                                                       |
| 1-3-2010                                                              | Faro                                                                  | Stati Uniti                                                           | 2 – 0                                                                 | Svezia                                                                | Algarve Cup 2010 - 1º turno                                           | -                                                                     | 81’                                                                   |
| 3-3-2010                                                              | Albufeira                                                             | Cina                                                                  | 0 – 2                                                                 | Svezia                                                                | Algarve Cup 2010 - Finale 3º posto                                    | -                                                                     |                                                                       |
| 19-6-2010                                                             | Göteborg                                                              | Svezia                                                                | 0 – 0                                                                 | Rep. Ceca                                                             | Qual. Mondiali 2011                                                   | -                                                                     | 68’                                                                   |
| 23-6-2010                                                             | Göteborg                                                              | Svezia                                                                | 17 – 0                                                                | Azerbaigian                                                           | Qual. Mondiali 2011                                                   | 2                                                                     | 46’                                                                   |
| 18-7-2010                                                             | Newark                                                                | Stati Uniti                                                           | 3 – 0                                                                 | Svezia                                                                | Amichevole                                                            | -                                                                     | 62’                                                                   |
| 21-8-2010                                                             | Praga                                                                 | Rep. Ceca                                                             | 0 – 1                                                                 | Svezia                                                                | Qual. Mondiali 2011                                                   | -                                                                     | 67’                                                                   |
| 25-8-2010                                                             | Växjö                                                                 | Svezia                                                                | 5 – 1                                                                 | Galles                                                                | Qual. Mondiali 2011                                                   | -                                                                     | 70’                                                                   |
| 11-9-2010                                                             | Göteborg                                                              | Svezia                                                                | 2 – 1                                                                 | Danimarca                                                             | Qual. Mondiali 2011                                                   | -                                                                     | 83’                                                                   |
| 16-9-2010                                                             | Aarhus                                                                | Danimarca                                                             | 2 – 2                                                                 | Svezia                                                                | Qual. Mondiali 2011                                                   | -                                                                     | 32’ 104’ 107’                                                         |
| 21-1-2011                                                             | Detroit                                                               | Stati Uniti                                                           | 1 – 2                                                                 | Svezia                                                                | Amichevole                                                            | 1                                                                     | 61’                                                                   |
| 23-1-2011                                                             | Shanghai                                                              | Cina                                                                  | 2 – 1                                                                 | Svezia                                                                | Amichevole                                                            | -                                                                     | 60’                                                                   |
| 25-1-2011                                                             | Winnipeg                                                              | Canada                                                                | 1 – 0                                                                 | Svezia                                                                | Amichevole                                                            | -                                                                     | 46’                                                                   |
| 17-5-2011                                                             | Londra                                                                | Inghilterra                                                           | 2 – 0                                                                 | Svezia                                                                | Amichevole                                                            | -                                                                     |                                                                       |
| 31-3-2012                                                             | Malmö                                                                 | Svezia                                                                | 3 – 1                                                                 | Canada                                                                | Amichevole                                                            | 1                                                                     | 68’                                                                   |
| 26-5-2012                                                             | Edimburgo                                                             | Scozia                                                                | 1 – 4                                                                 | Svezia                                                                | Amichevole                                                            | -                                                                     | 69’                                                                   |
| 16-6-2012                                                             | Solna                                                                 | Svezia                                                                | 1 – 3                                                                 | Stati Uniti                                                           | Amichevole                                                            | -                                                                     | 55’                                                                   |
| 20-6-2012                                                             | Växjö                                                                 | Svezia                                                                | 0 – 1                                                                 | Giappone                                                              | Amichevole                                                            | -                                                                     | 60’                                                                   |
| 20-7-2012                                                             | Liverpool                                                             | Inghilterra                                                           | 0 – 0                                                                 | Svezia                                                                | Amichevole                                                            | -                                                                     | 66’                                                                   |
| 25-7-2012                                                             | Sheffield                                                             | Svezia                                                                | 4 – 1                                                                 | Sudafrica                                                             | Olimpiadi 2012 - 1º turno                                             | -                                                                     | 72’                                                                   |
| 28-7-2012                                                             | Coventry                                                              | Giappone                                                              | 0 – 0                                                                 | Svezia                                                                | Olimpiadi 2012 - 1º turno                                             | -                                                                     | 64’                                                                   |
| 31-7-2012                                                             | Newcastle                                                             | Canada                                                                | 2 – 2                                                                 | Svezia                                                                | Olimpiadi 2012 - 1º turno                                             | -                                                                     | 63’                                                                   |
| 3-8-2012                                                              | Glasgow                                                               | Svezia                                                                | 1 – 2                                                                 | Francia                                                               | Olimpiadi 2012 - Quarti di finale                                     | -                                                                     | 58’                                                                   |
| 15-9-2012                                                             | Göteborg                                                              | Svezia                                                                | 2 – 1                                                                 | Paesi Bassi                                                           | Amichevole                                                            | 1                                                                     |                                                                       |
| 23-10-2012                                                            | Solna                                                                 | Svezia                                                                | 3 – 0                                                                 | Svizzera                                                              | Amichevole                                                            | 1                                                                     |                                                                       |
| 6-3-2013                                                              | Parchal                                                               | Svezia                                                                | 1 – 1                                                                 | Cina                                                                  | Algarve Cup 2013 - 1º turno                                           | -                                                                     | 83’                                                                   |
| 8-3-2013                                                              | Albufeira                                                             | Svezia                                                                | 6 – 1                                                                 | Islanda                                                               | Algarve Cup 2013 - 1º turno                                           | 2                                                                     | 57’                                                                   |
| 11-3-2013                                                             | Lagos                                                                 | Svezia                                                                | 1 – 1                                                                 | Stati Uniti                                                           | Algarve Cup 2013 - 1º turno                                           | -                                                                     | 62’                                                                   |
| 13-3-2013                                                             | Lagos                                                                 | Norvegia                                                              | 2 – 2 (5 - 4 dtr)                                                     | Svezia                                                                | Algarve Cup 2013 - Finale 3º posto                                    | 1                                                                     | 35’                                                                   |
| 6-4-2013                                                              | Växjö                                                                 | Svezia                                                                | 2 – 0                                                                 | Islanda                                                               | Amichevole                                                            | -                                                                     | 84’                                                                   |
| 1-6-2013                                                              | Uppsala                                                               | Svezia                                                                | 2 – 1                                                                 | Norvegia                                                              | Amichevole                                                            | -                                                                     | 80’                                                                   |
| 19-6-2013                                                             | Kalmar                                                                | Svezia                                                                | 1 – 1                                                                 | Brasile                                                               | Amichevole                                                            | -                                                                     | 63’                                                                   |
| 4-7-2013                                                              | Solna                                                                 | Svezia                                                                | 4 – 1                                                                 | Inghilterra                                                           | Amichevole                                                            | -                                                                     | 75’                                                                   |
| 10-7-2013                                                             | Göteborg                                                              | Svezia                                                                | 1 – 1                                                                 | Danimarca                                                             | Euro 2013 - 1º turno                                                  | -                                                                     |                                                                       |
| 13-7-2013                                                             | Göteborg                                                              | Finlandia                                                             | 0 – 5                                                                 | Svezia                                                                | Euro 2013 - 1º turno                                                  | 1                                                                     | 71’                                                                   |
| 16-7-2013                                                             | Linköping                                                             | Svezia                                                                | 3 – 1                                                                 | Italia                                                                | Euro 2013 - 1º turno                                                  | -                                                                     | 46’                                                                   |
| 21-7-2013                                                             | Halmstad                                                              | Svezia                                                                | 4 – 0                                                                 | Islanda                                                               | Euro 2013 - Quarti di finale                                          | -                                                                     |                                                                       |
| 24-7-2013                                                             | Göteborg                                                              | Svezia                                                                | 0 – 1                                                                 | Germania                                                              | Euro 2013 - Semifinale                                                | -                                                                     |                                                                       |
| 26-10-2013                                                            | Zenica                                                                | Bosnia ed Erzegovina                                                  | 0 – 1                                                                 | Svezia                                                                | Qual. Mondiali 2015                                                   | -                                                                     | 46’                                                                   |
| 31-10-2013                                                            | Göteborg                                                              | Svezia                                                                | 5 – 0                                                                 | Fær Øer                                                               | Qual. Mondiali 2015                                                   | 1                                                                     | 42’                                                                   |
| 8-2-2014                                                              | Amiens                                                                | Francia                                                               | 3 – 0                                                                 | Svezia                                                                | Amichevole                                                            | -                                                                     |                                                                       |
| 5-3-2014                                                              | Parchal                                                               | Svezia                                                                | 2 – 0                                                                 | Danimarca                                                             | Algarve Cup 2014 - 1º turno                                           | 1                                                                     |                                                                       |
| 12-3-2014                                                             | Albufeira                                                             | Islanda                                                               | 2 – 1                                                                 | Svezia                                                                | Algarve Cup 2014 - Finale 3º posto                                    | -                                                                     |                                                                       |
| 5-4-2014                                                              | Belfast                                                               | Irlanda del Nord                                                      | 0 – 4                                                                 | Svezia                                                                | Qual. Mondiali 2015                                                   | 1                                                                     |                                                                       |
| 8-5-2014                                                              | Växjö                                                                 | Svezia                                                                | 3 – 0                                                                 | Irlanda del Nord                                                      | Qual. Mondiali 2015 - 1º turno                                        | -                                                                     |                                                                       |
| 13-6-2014                                                             | Motherwell                                                            | Scozia                                                                | 1 – 3                                                                 | Svezia                                                                | Qual. Mondiali 2015                                                   | 2                                                                     |                                                                       |
| 19-6-2014                                                             | Tórshavn                                                              | Fær Øer                                                               | 0 – 5                                                                 | Svezia                                                                | Qual. Mondiali 2015                                                   | -                                                                     |                                                                       |
| 3-8-2014                                                              | Sheffield                                                             | Inghilterra                                                           | 4 – 0                                                                 | Svezia                                                                | Amichevole                                                            | -                                                                     | 90+3’                                                                 |
| 21-8-2014                                                             | Danzica                                                               | Polonia                                                               | 0 – 4                                                                 | Svezia                                                                | Qual. Mondiali 2015                                                   | 1                                                                     | 46’                                                                   |
| 13-9-2014                                                             | Göteborg                                                              | Svezia                                                                | 3 – 0                                                                 | Bosnia ed Erzegovina                                                  | Qual. Mondiali 2015                                                   | -                                                                     | 65’                                                                   |
| 19-9-2014                                                             | Göteborg                                                              | Svezia                                                                | 2 – 0                                                                 | Scozia                                                                | Qual. Mondiali 2015                                                   | -                                                                     | 81’                                                                   |
| 29-10-2014                                                            | Örebro                                                                | Svezia                                                                | 1 – 2                                                                 | Germania                                                              | Amichevole                                                            | -                                                                     | 62’                                                                   |
| 27-11-2014                                                            | Long Beach                                                            | Svezia                                                                | 1 – 1                                                                 | Canada                                                                | Amichevole                                                            | -                                                                     |                                                                       |
| 13-1-2015                                                             | Murcia                                                                | Svezia                                                                | 3 – 2                                                                 | Norvegia                                                              | Amichevole                                                            | 2                                                                     | 77’                                                                   |
| 4-3-2015                                                              | Parchal                                                               | Germania                                                              | 2 – 4                                                                 | Svezia                                                                | Algarve Cup 2015 - 1º turno                                           | -                                                                     |                                                                       |
| 6-3-2015                                                              | Lagos                                                                 | Svezia                                                                | 0 – 2                                                                 | Brasile                                                               | Algarve Cup 2015 - 1º turno                                           | -                                                                     | 64’                                                                   |
| 9-3-2015                                                              | Vila Real de Santo António                                            | Svezia                                                                | 3 – 0                                                                 | Cina                                                                  | Algarve Cup 2015 - 1º turno                                           | 1                                                                     |                                                                       |
| 11-3-2015                                                             | Parchal                                                               | Svezia                                                                | 1 – 2                                                                 | Germania                                                              | Algarve Cup 2015 - Finale 3º posto                                    | -                                                                     | 90+3’                                                                 |
| 5-4-2015                                                              | Eskilstuna                                                            | Svezia                                                                | 1 – 3                                                                 | Svizzera                                                              | Amichevole                                                            | -                                                                     | 72’                                                                   |
| 8-4-2015                                                              | Stoccolma                                                             | Svezia                                                                | 3 – 3                                                                 | Danimarca                                                             | Amichevole                                                            | -                                                                     | 85’                                                                   |
| 30-5-2015                                                             | Toronto                                                               | Svezia                                                                | 2 – 1                                                                 | Paesi Bassi                                                           | Amichevole                                                            | 1                                                                     |                                                                       |
| 8-6-2015                                                              | Winnipeg                                                              | Svezia                                                                | 3 – 3                                                                 | Nigeria                                                               | Mondiali 2015 - 1º turno                                              | -                                                                     | 46’                                                                   |
| 16-6-2015                                                             | Edmonton                                                              | Australia                                                             | 1 – 1                                                                 | Svezia                                                                | Mondiali 2015 - 1º turno                                              | -                                                                     | 74’                                                                   |
| 20-6-2015                                                             | Ottawa                                                                | Germania                                                              | 4 – 1                                                                 | Svezia                                                                | Mondiali 2015 - Ottavi di finale                                      | -                                                                     | 67’                                                                   |
| 2-6-2016                                                              | Łódź                                                                  | Polonia                                                               | 0 – 4                                                                 | Svezia                                                                | Qual. Euro 2017                                                       | 1                                                                     |                                                                       |
| 7-6-2016                                                              | Uppsala                                                               | Svezia                                                                | 6 – 0                                                                 | Moldavia                                                              | Qual. Euro 2017                                                       | 2                                                                     |                                                                       |
| 21-7-2016                                                             | Kalmar                                                                | Svezia                                                                | 3 – 0                                                                 | Giappone                                                              | Amichevole                                                            | -                                                                     | 46’                                                                   |
| 3-8-2016                                                              | Fortaleza                                                             | Svezia                                                                | 1 – 0                                                                 | Sudafrica                                                             | Olimpiadi 2016 - 1º turno                                             | -                                                                     |                                                                       |
| 6-8-2016                                                              | Rio de Janeiro                                                        | Brasile                                                               | 5 – 1                                                                 | Svezia                                                                | Olimpiadi 2016 - 1º turno                                             | -                                                                     | 49’ 74’                                                               |
| 9-8-2016                                                              | Salvador                                                              | Cina                                                                  | 0 – 0                                                                 | Svezia                                                                | Olimpiadi 2016 - 1º turno                                             | -                                                                     | 62’                                                                   |
| 12-8-2016                                                             | Brasilia                                                              | Stati Uniti                                                           | 1 – 1                                                                 | Svezia                                                                | Olimpiadi 2016 - Quarti di finale                                     | -                                                                     |                                                                       |
| 16-8-2016                                                             | Belo Horizonte                                                        | Brasile                                                               | 0 – 0 (3 - 4 dtr)                                                     | Svezia                                                                | Olimpiadi 2016 - Semifinale                                           | -                                                                     |                                                                       |
| 19-8-2016                                                             | Rio de Janeiro                                                        | Svezia                                                                | 1 – 2                                                                 | Germania                                                              | Olimpiadi 2016 - Finale                                               | -                                                                     | 68’                                                                   |
| 15-9-2016                                                             | Göteborg                                                              | Svezia                                                                | 2 – 1                                                                 | Slovacchia                                                            | Qual. Euro 2017                                                       | -                                                                     |                                                                       |
| 20-9-2016                                                             | Aarhus                                                                | Danimarca                                                             | 2 – 0                                                                 | Svezia                                                                | Qual. Euro 2017                                                       | -                                                                     |                                                                       |
| 24-10-2016                                                            | Helsinki                                                              | Finlandia                                                             | 0 – 0                                                                 | Svezia                                                                | Amichevole                                                            | -                                                                     | 73’                                                                   |
| 19-1-2017                                                             | Oslo                                                                  | Norvegia                                                              | 2 – 1                                                                 | Svezia                                                                | Amichevole                                                            | -                                                                     | 46’                                                                   |
| 24-1-2017                                                             | Londra                                                                | Inghilterra                                                           | 0 – 0                                                                 | Svezia                                                                | Amichevole                                                            | -                                                                     | 78’                                                                   |
| 1-3-2017                                                              | Albufeira                                                             | Australia                                                             | 0 – 1                                                                 | Svezia                                                                | Algarve Cup 2017 - 1º turno                                           | -                                                                     |                                                                       |
| 3-3-2017                                                              | Vila Real de Santo António                                            | Cina                                                                  | 0 – 0                                                                 | Svezia                                                                | Algarve Cup 2017 - 1º turno                                           | -                                                                     | 46’                                                                   |
| 6-3-2017                                                              | Lagos                                                                 | Svezia                                                                | 0 – 1                                                                 | Paesi Bassi                                                           | Algarve Cup 2017 - 1º turno                                           | -                                                                     | 80’                                                                   |
| 8-3-2017                                                              | Albufeira                                                             | Svezia                                                                | 4 – 0                                                                 | Russia                                                                | Algarve Cup 2017 - Finale 7º posto                                    | 2                                                                     | 65’ 70’                                                               |
| 6-4-2017                                                              | Trelleborg                                                            | Svezia                                                                | 0 – 1                                                                 | Canada                                                                | Amichevole                                                            | -                                                                     |                                                                       |
| 8-6-2017                                                              | Göteborg                                                              | Svezia                                                                | 0 – 1                                                                 | Stati Uniti                                                           | Amichevole                                                            | -                                                                     |                                                                       |
| 13-6-2017                                                             | Väjxö                                                                 | Svezia                                                                | 1 – 0                                                                 | Scozia                                                                | Amichevole                                                            | -                                                                     |                                                                       |
| 9-7-2017                                                              | Falkenberg                                                            | Svezia                                                                | 1 – 0                                                                 | Messico                                                               | Amichevole                                                            | -                                                                     | 62’                                                                   |
| 18-7-2017                                                             | Breda                                                                 | Germania                                                              | 0 – 0                                                                 | Svezia                                                                | Euro 2017 - 1º turno                                                  | -                                                                     |                                                                       |
| 21-7-2017                                                             | Deventer                                                              | Svezia                                                                | 2 – 0                                                                 | Russia                                                                | Euro 2017 - 1º turno                                                  | -                                                                     |                                                                       |
| 25-7-2017                                                             | Utrecht                                                               | Svezia                                                                | 2 – 3                                                                 | Italia                                                                | Euro 2017 - 1º turno                                                  | -                                                                     | 46’                                                                   |
| 29-7-2017                                                             | Doetinchem                                                            | Paesi Bassi                                                           | 2 – 0                                                                 | Svezia                                                                | Euro 2017 - Quarti di finale                                          | -                                                                     | 90+2’                                                                 |
| 18-9-2017                                                             | Zagabria                                                              | Croazia                                                               | 0 – 2                                                                 | Svezia                                                                | Qual. Mondiali 2019                                                   | 1                                                                     | 18’                                                                   |
| 24-10-2017                                                            | Malmö                                                                 | Svezia                                                                | 5 – 0                                                                 | Ungheria                                                              | Qual. Mondiali 2019                                                   | 2                                                                     | 83’                                                                   |
| 27-11-2017                                                            | Bordeaux                                                              | Francia                                                               | 0 – 0                                                                 | Svezia                                                                | Amichevole                                                            | -                                                                     |                                                                       |
| 21-1-2018                                                             | Lagos                                                                 | Nigeria                                                               | 0 – 3                                                                 | Svezia                                                                | Amichevole                                                            | -                                                                     | 75’                                                                   |
| 28-2-2018                                                             | Faro                                                                  | Canada                                                                | 1 – 3                                                                 | Svezia                                                                | Algarve Cup 2018 - 1º turno                                           | -                                                                     | 77’                                                                   |
| 2-3-2018                                                              | Parchal                                                               | Svezia                                                                | 1 – 1                                                                 | Corea del Sud                                                         | Algarve Cup 2018 - 1º turno                                           | -                                                                     | 60’                                                                   |
| 5-3-2018                                                              | Parchal                                                               | Svezia                                                                | 3 – 0                                                                 | Russia                                                                | Algarve Cup 2018 - 1º turno                                           | -                                                                     | 46’                                                                   |
| 5-4-2018                                                              | Budapest                                                              | Ungheria                                                              | 1 – 4                                                                 | Svezia                                                                | Qual. Mondiali 2019                                                   | -                                                                     | 41’ 82’                                                               |
| 7-6-2018                                                              | Göteborg                                                              | Svezia                                                                | 4 – 0                                                                 | Croazia                                                               | Qual. Mondiali 2019                                                   | -                                                                     |                                                                       |
| 12-6-2018                                                             | Leopoli                                                               | Ucraina                                                               | 1 – 0                                                                 | Svezia                                                                | Qual. Mondiali 2019                                                   | -                                                                     |                                                                       |
| 30-8-2018                                                             | Göteborg                                                              | Svezia                                                                | 3 – 0                                                                 | Ucraina                                                               | Qual. Mondiali 2019                                                   | 1                                                                     | 61’                                                                   |
| 4-9-2018                                                              | Vejle                                                                 | Danimarca                                                             | 0 – 1                                                                 | Svezia                                                                | Qual. Mondiali 2019                                                   | -                                                                     | 90+2’                                                                 |
| 4-10-2018                                                             | Göteborg                                                              | Svezia                                                                | 2 – 1                                                                 | Norvegia                                                              | Amichevole                                                            | -                                                                     | 67’                                                                   |
| 9-10-2018                                                             | Cesena                                                                | Italia                                                                | 1 – 0                                                                 | Svezia                                                                | Amichevole                                                            | -                                                                     | 15’                                                                   |
| 10-11-2018                                                            | Rotherham                                                             | Inghilterra                                                           | 0 – 2                                                                 | Svezia                                                                | Amichevole                                                            | -                                                                     | 90+3’                                                                 |
| 22-1-2019                                                             | Città del Capo                                                        | Sudafrica                                                             | 0 – 0                                                                 | Svezia                                                                | Amichevole                                                            | -                                                                     | 80’                                                                   |
| 27-2-2019                                                             | Faro                                                                  | Svezia                                                                | 4 – 1                                                                 | Svizzera                                                              | Algarve Cup 2019 - 1º turno                                           | 1                                                                     | 49’ 65’                                                               |
| 6-3-2019                                                              | Faro                                                                  | Canada                                                                | 0 – 0 (6 - 5 dtr)                                                     | Svezia                                                                | Algarve Cup 2019 - Finale 3º posto                                    | -                                                                     | 78’                                                                   |
| 6-4-2019                                                              | Solna                                                                 | Svezia                                                                | 1 – 2                                                                 | Germania                                                              | Amichevole                                                            | -                                                                     |                                                                       |
| 10-4-2019                                                             | Maria Enzersdorf                                                      | Austria                                                               | 0 – 2                                                                 | Svezia                                                                | Amichevole                                                            | -                                                                     | 46’                                                                   |
| 31-5-2019                                                             | Göteborg                                                              | Svezia                                                                | 1 – 0                                                                 | Corea del Sud                                                         | Amichevole                                                            | -                                                                     |                                                                       |
| 11-6-2019                                                             | Bordeaux                                                              | Cile                                                                  | 0 – 2                                                                 | Svezia                                                                | Mondiali 2019 - 1º turno                                              | 1                                                                     |                                                                       |
| 16-6-2019                                                             | Reims                                                                 | Svezia                                                                | 5 – 1                                                                 | Thailandia                                                            | Mondiali 2019 - 1º turno                                              | 1                                                                     |                                                                       |
| 20-6-2019                                                             | Le Havre                                                              | Svezia                                                                | 0 – 2                                                                 | Stati Uniti                                                           | Mondiali 2019 - 1º turno                                              | -                                                                     | 77’                                                                   |
| 24-6-2019                                                             | Parigi                                                                | Svezia                                                                | 1 – 0                                                                 | Canada                                                                | Mondiali 2019 - Ottavi di finale                                      | -                                                                     | 68’                                                                   |
| 29-6-2019                                                             | Rennes                                                                | Germania                                                              | 1 – 2                                                                 | Svezia                                                                | Mondiali 2019 - Quarti di finale                                      | -                                                                     |                                                                       |
| 3-7-2019                                                              | Lione                                                                 | Paesi Bassi                                                           | 1 – 0 dts                                                             | Svezia                                                                | Mondiali 2019 - Semifinale                                            | -                                                                     |                                                                       |
| 6-7-2019                                                              | Nizza                                                                 | Inghilterra                                                           | 1 – 2                                                                 | Svezia                                                                | Mondiali 2019 - Finale 3º posto                                       | 1                                                                     | 79’                                                                   |
| 3-9-2019                                                              | Riga                                                                  | Lettonia                                                              | 1 – 4                                                                 | Svezia                                                                | Qual. Euro 2022                                                       | 1                                                                     | cap.                                                                  |
| 4-10-2019                                                             | Budapest                                                              | Ungheria                                                              | 0 – 5                                                                 | Svezia                                                                | Qual. Euro 2022                                                       | -                                                                     | cap. 82’                                                              |
| 8-10-2019                                                             | Göteborg                                                              | Svezia                                                                | 7 – 0                                                                 | Slovacchia                                                            | Qual. Euro 2022                                                       | 1                                                                     | cap.                                                                  |
| 8-11-2019                                                             | Columbus                                                              | Stati Uniti                                                           | 3 – 2                                                                 | Svezia                                                                | Amichevole                                                            | -                                                                     | cap. 65’                                                              |
| 4-3-2020                                                              | Faro                                                                  | Germania                                                              | 1 – 0                                                                 | Svezia                                                                | Algarve Cup 2020 - 1º turno                                           | -                                                                     | cap.                                                                  |
| 10-3-2020                                                             | Faro                                                                  | Portogallo                                                            | 0 – 2                                                                 | Svezia                                                                | Algarve Cup 2020 - Finale 7º posto                                    | -                                                                     | cap.                                                                  |
| 17-9-2020                                                             | Göteborg                                                              | Svezia                                                                | 8 – 0                                                                 | Ungheria                                                              | Qual. Euro 2022                                                       | -                                                                     | cap. 73’                                                              |
| 22-9-2020                                                             | Reykjavík                                                             | Islanda                                                               | 1 – 1                                                                 | Svezia                                                                | Qual. Euro 2022                                                       | -                                                                     | cap.                                                                  |
| 27-10-2020                                                            | Göteborg                                                              | Svezia                                                                | 2 – 0                                                                 | Islanda                                                               | Qual. Euro 2022                                                       | -                                                                     | cap.                                                                  |
| 1-12-2020                                                             | Bratislava                                                            | Slovacchia                                                            | 0 – 6                                                                 | Svezia                                                                | Qual. Euro 2022                                                       | -                                                                     | cap.                                                                  |
| 23-2-2021                                                             | Ta' Qali                                                              | Malta                                                                 | 0 – 3                                                                 | Svezia                                                                | Amichevole                                                            | 1                                                                     | cap. 46’                                                              |
| 10-6-2021                                                             | Uppsala                                                               | Svezia                                                                | 1 – 0                                                                 | Norvegia                                                              | Amichevole                                                            | -                                                                     | cap. 79’                                                              |
| 15-6-2021                                                             | Kalmar                                                                | Svezia                                                                | 0 – 0                                                                 | Australia                                                             | Amichevole                                                            | -                                                                     | cap.                                                                  |
| 21-7-2021                                                             | Tokyo                                                                 | Svezia                                                                | 3 – 0                                                                 | Stati Uniti                                                           | Olimpiadi 2020 - 1º turno                                             | -                                                                     |                                                                       |
| 24-7-2021                                                             | Saitama                                                               | Svezia                                                                | 4 – 2                                                                 | Australia                                                             | Olimpiadi 2020 - 1º turno                                             | -                                                                     |                                                                       |
| 27-7-2021                                                             | Rifu                                                                  | Nuova Zelanda                                                         | 0 – 2                                                                 | Svezia                                                                | Olimpiadi 2020 - 1º turno                                             | -                                                                     | 86’                                                                   |
| 30-7-2021                                                             | Sapporo                                                               | Svezia                                                                | 3 – 1                                                                 | Giappone                                                              | Olimpiadi 2020 - Quarti di finale                                     | 1                                                                     | 90’                                                                   |
| 2-8-2021                                                              | Fukuoka                                                               | Australia                                                             | 0 – 1                                                                 | Svezia                                                                | Olimpiadi 2020 - Semifinale                                           | -                                                                     |                                                                       |
| 6-8-2021                                                              | Yokohama                                                              | Svezia                                                                | 1 – 1                                                                 | Canada                                                                | Olimpiadi 2020 - Finale                                               | -                                                                     | 104’                                                                  |
| 17-9-2021                                                             | Senec                                                                 | Slovacchia                                                            | 0 – 1                                                                 | Svezia                                                                | Qual. Mondiali 2023                                                   | -                                                                     | 68’                                                                   |
| 21-9-2021                                                             | Göteborg                                                              | Svezia                                                                | 4 – 0                                                                 | Georgia                                                               | Qual. Mondiali 2023                                                   | -                                                                     | cap. 60’                                                              |
| 20-2-2022                                                             | Faro                                                                  | Portogallo                                                            | 0 – 4                                                                 | Svezia                                                                | Algarve Cup 2022                                                      | 1                                                                     | 62’                                                                   |
| 23-2-2022                                                             | Lagos                                                                 | Svezia                                                                | 1 – 1 (6 - 5 dtr)                                                     | Italia                                                                | Algarve Cup 2022 - Finale                                             | -                                                                     | cap.                                                                  |
| 7-4-2022                                                              | Tbilisi                                                               | Georgia                                                               | 0 – 15                                                                | Svezia                                                                | Qual. Mondiali 2023                                                   | 2                                                                     | 46’                                                                   |
| 13-4-2022                                                             | Göteborg                                                              | Svezia                                                                | 1 – 1                                                                 | Irlanda                                                               | Qual. Mondiali 2023                                                   | 1                                                                     | cap.                                                                  |
| 28-6-2022                                                             | Londra                                                                | Svezia                                                                | 3 – 1                                                                 | Brasile                                                               | Amichevole                                                            | -                                                                     | cap. 64’                                                              |
| 9-7-2022                                                              | Brighton                                                              | Paesi Bassi                                                           | 1 – 1                                                                 | Svezia                                                                | Euro 2022 - 1º turno                                                  | -                                                                     | cap.                                                                  |
| 13-7-2022                                                             | Sheffield                                                             | Svezia                                                                | 2 – 1                                                                 | Svizzera                                                              | Euro 2022 - 1º turno                                                  | -                                                                     | cap.                                                                  |
| 18-7-2022                                                             | Leigh                                                                 | Svezia                                                                | 5 – 0                                                                 | Portogallo                                                            | Euro 2022 - 1º turno                                                  | 1                                                                     | cap.                                                                  |
| 22-7-2022                                                             | Leigh                                                                 | Svezia                                                                | 1 – 0                                                                 | Belgio                                                                | Euro 2022 - Quarti di finale                                          | -                                                                     | cap.                                                                  |
| 26-7-2022                                                             | Sheffield                                                             | Inghilterra                                                           | 4 – 0                                                                 | Svezia                                                                | Euro 2022 - Semifinale                                                | -                                                                     | cap.                                                                  |
| 5-9-2022                                                              | Tampere                                                               | Finlandia                                                             | 0 – 5                                                                 | Svezia                                                                | Qual. Mondiali 2023                                                   | -                                                                     | cap. 60’                                                              |
| 6-10-2022                                                             | Cordova                                                               | Spagna                                                                | 1 – 1                                                                 | Svezia                                                                | Amichevole                                                            | -                                                                     | cap. 74’                                                              |
| 11-10-2022                                                            | Göteborg                                                              | Svezia                                                                | 3 – 0                                                                 | Francia                                                               | Amichevole                                                            | -                                                                     | cap. 75’                                                              |
| 21-2-2023                                                             | Duisburg                                                              | Germania                                                              | 0 – 0                                                                 | Svezia                                                                | Amichevole                                                            | -                                                                     | cap. 60’                                                              |
| 23-7-2023                                                             | Sydney                                                                | Svezia                                                                | 2 – 1                                                                 | Sudafrica                                                             | Mondiali 2023 - 1º turno                                              | -                                                                     | cap.                                                                  |
| 29-7-2023                                                             | Wellington                                                            | Svezia                                                                | 5 – 0                                                                 | Italia                                                                | Mondiali 2023 - 1º turno                                              | -                                                                     | cap. 63’                                                              |
| 6-8-2023                                                              | Melbourne                                                             | Svezia                                                                | 0 – 0 (5 - 4 dtr)                                                     | Stati Uniti                                                           | Mondiali 2023 - Ottavi di finale                                      | -                                                                     | cap. 49’ 81’                                                          |
| 11-8-2023                                                             | Hamilton                                                              | Giappone                                                              | 1 – 2                                                                 | Svezia                                                                | Mondiali 2023 - Quarti di finale                                      | -                                                                     | cap. 72’                                                              |
| 15-8-2023                                                             | Auckland                                                              | Spagna                                                                | 2 – 1                                                                 | Svezia                                                                | Mondiali 2023 - Semifinale                                            | -                                                                     | cap.                                                                  |
| 19-8-2023                                                             | Brisbane                                                              | Svezia                                                                | 2 – 0                                                                 | Australia                                                             | Mondiali 2023 - Finale 3º posto                                       | 1                                                                     | cap. 67’                                                              |
| 22-9-2023                                                             | Göteborg                                                              | Svezia                                                                | 2 – 3                                                                 | Spagna                                                                | UEFA Women's Nations League 2023-2024 - 1º turno                      | -                                                                     | cap. 78’                                                              |
| 26-9-2023                                                             | Castel di Sangro                                                      | Italia                                                                | 0 – 1                                                                 | Svezia                                                                | UEFA Women's Nations League 2023-2024 - 1º turno                      | -                                                                     | cap. 82’ 90+4’                                                        |
| 27-10-2023                                                            | Göteborg                                                              | Svezia                                                                | 1 – 0                                                                 | Svizzera                                                              | UEFA Women's Nations League 2023-2024 - 1º turno                      | -                                                                     |                                                                       |
| 31-10-2023                                                            | Malmö                                                                 | Svezia                                                                | 1 – 1                                                                 | Italia                                                                | UEFA Women's Nations League 2023-2024 - 1º turno                      | -                                                                     | 64’                                                                   |
| 1-12-2023                                                             | Lucerna                                                               | Svizzera                                                              | 1 – 0                                                                 | Svezia                                                                | UEFA Women's Nations League 2023-2024 - 1º turno                      | -                                                                     | cap.                                                                  |
| 5-12-2023                                                             | Malaga                                                                | Spagna                                                                | 5 – 3                                                                 | Svezia                                                                | UEFA Women's Nations League 2023-2024 - 1º turno                      | 1                                                                     | cap. 82’ 90’                                                          |
| 28-2-2024                                                             | Stoccolma                                                             | Svezia                                                                | 5 – 0                                                                 | Bosnia ed Erzegovina                                                  | UEFA Women's Nations League 2023-2024 - Retrocessione                 | -                                                                     | 60’                                                                   |
| 5-4-2024                                                              | Londra                                                                | Inghilterra                                                           | 1 – 1                                                                 | Svezia                                                                | Qual. Euro 2025                                                       | -                                                                     | cap. 62’                                                              |
| 9-4-2024                                                              | Goteborg                                                              | Svezia                                                                | 0 – 1                                                                 | Francia                                                               | Qual. Euro 2025                                                       | -                                                                     | cap. 57’                                                              |
| 31-5-2024                                                             | Dublino                                                               | Irlanda                                                               | 0 – 3                                                                 | Svezia                                                                | Qual. Euro 2025                                                       | -                                                                     | cap. 31’ 67’                                                          |
| 4-6-2024                                                              | Solna                                                                 | Svezia                                                                | 1 – 0                                                                 | Irlanda                                                               | Qual. Euro 2025                                                       | -                                                                     | cap. 68’                                                              |
| 16-7-2024                                                             | Goteborg                                                              | Svezia                                                                | 0 – 0                                                                 | Inghilterra                                                           | Qual. Euro 2025                                                       | -                                                                     | cap. 62’                                                              |
| 25-10-2024                                                            | Esch-sur-Alzette                                                      | Lussemburgo                                                           | 0 – 4                                                                 | Svezia                                                                | Qual. Euro 2025                                                       | -                                                                     | 66’                                                                   |
| 29-10-2024                                                            | Goteborg                                                              | Svezia                                                                | 8 – 0                                                                 | Lussemburgo                                                           | Qual. Euro 2025                                                       | -                                                                     | cap. 59’                                                              |
| 28-11-2024                                                            | Leskovac                                                              | Serbia                                                                | 0 – 2                                                                 | Svezia                                                                | Qual. Euro 2025                                                       | -                                                                     | cap. 62’                                                              |
| 3-12-2024                                                             | Stoccolma                                                             | Svezia                                                                | 6 – 0                                                                 | Serbia                                                                | Qual. Euro 2025                                                       | 1                                                                     | cap. 58’                                                              |
| 21-2-2025                                                             | Odense                                                                | Danimarca                                                             | 1 – 2                                                                 | Svezia                                                                | UEFA Women's Nations League 2025 - 1º turno                           | -                                                                     | 76’                                                                   |
| 4-4-2025                                                              | Solna                                                                 | Svezia                                                                | 3 – 2                                                                 | Italia                                                                | UEFA Women's Nations League 2025 - 1º turno                           | 1                                                                     | cap. 73’                                                              |
| 8-4-2025                                                              | Goteborg                                                              | Svezia                                                                | 1 – 1                                                                 | Galles                                                                | UEFA Women's Nations League 2025 - 1º turno                           | -                                                                     | cap. 63’                                                              |
| 30-5-2025                                                             | Parma                                                                 | Italia                                                                | 0 – 0                                                                 | Svezia                                                                | UEFA Women's Nations League 2025 - 1º turno                           | -                                                                     | 62’                                                                   |
| 3-6-2025                                                              | Solna                                                                 | Svezia                                                                | 6 – 1                                                                 | Danimarca                                                             | UEFA Women's Nations League 2025 - 1º turno                           | -                                                                     | cap. 69’                                                              |
| 26-6-2025                                                             | Oslo                                                                  | Norvegia                                                              | 0 – 2                                                                 | Svezia                                                                | Amichevole                                                            | -                                                                     | cap. 63’                                                              |
| 4-7-2025                                                              | Ginevra                                                               | Danimarca                                                             | 0 – 1                                                                 | Svezia                                                                | Euro 2025 - 1° turno                                                  | -                                                                     | cap. 83’                                                              |
| 8-7-2025                                                              | Lucerna                                                               | Polonia                                                               | 0 – 3                                                                 | Svezia                                                                | Euro 2025 - 1° turno                                                  | 1                                                                     | cap. 30’ 68’                                                          |
| 12-7-2025                                                             | Zurigo                                                                | Svezia                                                                | 4 – 1                                                                 | Germania                                                              | Euro 2025 - 1° turno                                                  | -                                                                     | cap. 56’                                                              |
| 17-7-2025                                                             | Zurigo                                                                | Svezia                                                                | 2 – 2 dts (2 - 3 dtr)                                                 | Inghilterra                                                           | Euro 2025 - Quarti di finale                                          | 1                                                                     | cap. 77’                                                              |
| Totale                                                                |                                                                       | Presenze                                                              | 203                                                                   |                                                                       | Reti                                                                  | 51                                                                    |                                                                       |

## Palmarès

### Club
- Campionato svedese: 2

Linköping: 2009, 2017
- Coppa di Svezia: 2

Linköping: 2008, 2009
- Supercoppa svedese: 1

Linköping: 2009
- Campionato inglese: 1

Manchester City: 2016
- Women's FA Cup: 1

Manchester City: 2016-2017
- FA Women's League Cup: 1

Manchester City: 2016
- Campionato inglese di seconda divisione: 1

London City Lionesses: 2024-2025

### Nazionale
- Argento olimpico: 2

Rio de Janeiro 2016
Tokyo 2020
- Algarve Cup: 1

2018 (condiviso con i Paesi Bassi)

### Individuale
- Women's Golden Foot: 1

2022